# Малина розолистная
Мали́на розоли́стная (лат. Rúbus rosifólius) — вид растений родом из Азии, входящий в род Малина семейства Розовые (Rosaceae).

## Ботаническое описание

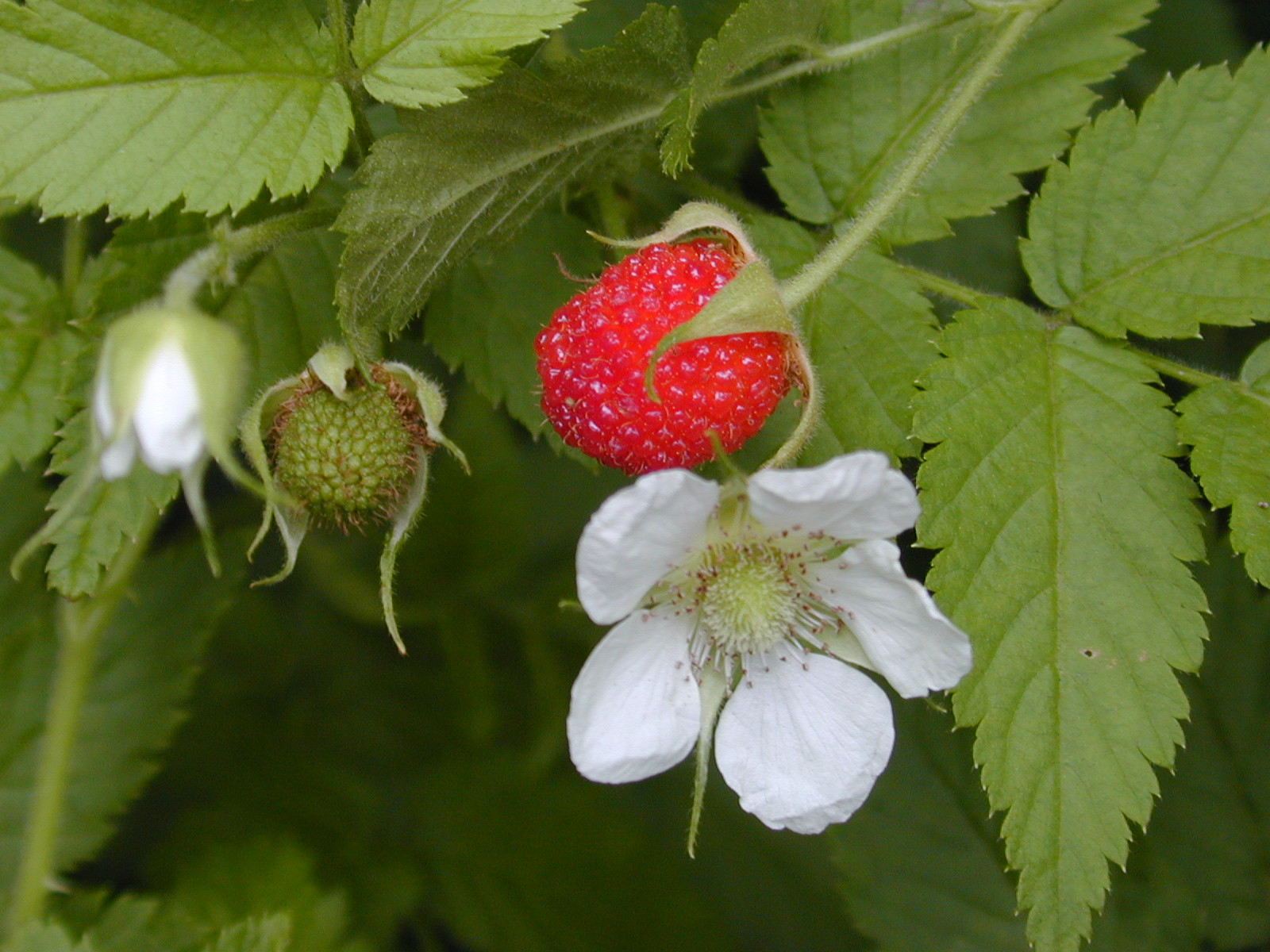

Листопадный кустарник, достигающий 2—3 м в высоту. Ветки серо- или красно-коричневого цвета, мягковолосистые или голые.
Листья на черешках до 3 см длиной, состоят из 5—7 листочков, с обеих поверхностей опушённых, затем оголяющихся, с желтоватыми желёзками, с дважды-дубчатым краем.
Цветки 2—5 см в диаметре, одиночные или собранные по два в конечные или пазушные соцветия. Прицветники линейно-ланцетные. Чашечка волосистая, состоит из пяти чашелистиков треугольно- или яйцевидно-ланцетовидной формы. Венчик одинарный или двойной, белого цвета, лепестки округло-обратнояйцевидные. Тычинки по длине уступают лепесткам, однако длиннее пестиков.
Многокостянка ярко-красная, широкояйцевидная до продолговато-обратнояйцевидной, 1—1,5×0,8—1,2 см.
Набор хромосом — 2n = 14.

## Ареал
Родина малины розолистной — Восточная Азия, Африка и Австралия. Произрастает в смешанных равнинных лесах, по склонам холмов, по обочинам дорог.

## Значение
Малина розолистная культивируется в качестве плодового кустарника в Индии, Японии, Индонезии, Филиппинах, на юге России, в Бразилии и Южной Африке. Используется для разведения тропических сортов малины.

## Таксономия

### Синонимы
- Rubus chinensis Ser., 1825
- Rubus comintanus Blanco, 1845
- Rubus commersonii Poir., 1804
- Rubus commersonii var. simpliciflorus Koidz., 1909
- Rubus coronarius (Sims) Sweet, 1826
- Rubus glandulosopunctatus Hayata, 1914
- Rubus hirsutus var. glabellus (Focke) Wuzhi, 1979
- Rubus hopingensis Y.C.Liu & F.Y.Lu, 1976
- Rubus jamaicensis Blanco, 1837
- Rubus mingendensis Gilli, 1980
- Rubus minusculus H.Lév. & Vaniot, 1905
- Rubus sinensis hort. ex Sims, 1816, nom. inval.
- Rubus tagallus Cham. & Schltdl., 1827
- Rubus taiwanianus Matsum., 1902
- Rubus thunbergii var. glabellus Focke, 1911